# 曹侑珉
曹侑珉（조유민，1996年11月17日—），韩国足球运动员，司職防守中場、中堅。现效力于阿聯酋職業足球聯賽球隊沙迦。

## 俱樂部生涯
2022年1月，曹侑珉正式离开K1联赛1球隊水原FC，转会加盟K联赛2球隊大田韩亚市民。

## 国家队生涯
2022年11月，曹侑珉獲选入2022年世界盃韩国国家足球队最終26人名單。

## 外部連結
- 曹侑珉的Instagram帳戶